# Владимир Александров (политик)
Владимир Петров Александров е български политик и инженер, от 2023 г. е кмет на община Етрополе, издигнат от местна коалиция „БСП за България“ – „Правото“. В продължение на три мандата е бил общински съветник в Етрополе. Член на областния съвет на БСП.

## Биография
Роден е на 23 юни 1977 г. в град Русе, Народна република България. Завършва Минно-геоложкия университет „Св. Иван Рилски“ в София с магистърска степен по специалност „Открит добив“ и Стопанската академия „Димитър А. Ценов“ в Свищов с магистърска степен по специалност „Корпоративен мениджмънт“. Завършва също Политическата академия към НПИ „Димитър Благоев“ и Института за политика „Паисий Хилендарски“ към БАН за политически лидери. Заемал е длъжността заместник-директор на рудник „Елаците“.

### Политическа дейност
На местните избори през 2023 г. е кандидат за кмет от местна коалиция „БСП за България“ – „Правото“ на община Етрополе. На проведения първи тур получава 3038 гласа (или 47,84%) и се явява на балотаж с дотогавашния кмет Димитър Димитров от местна коалиция „Левицата!“ – Земеделски съюз „Александър Стамболийски“, който получава 2677 гласа (или 42,16%). На провелия се втори тур е избран за кмет, като получава 3631 гласа (или 53,38%).